# Orbánismus
Orbánismus (oder eingedeutscht: Orbanismus) ist eine in westlichen Medien aufgekommene Bezeichnung für den Regierungsstil und die Ideologie des ungarischen Ministerpräsidenten Viktor Orbán. Dabei werden vor allem verschiedene politische Elemente des Rechtspopulismus, Rechtsextremismus, Rechtskonservatismus, Nationalismus und Autoritarismus miteinander kombiniert. In Teilen sieht man Parallelen zum Trumpismus.